# Kloster Engelthal (Wetterau)

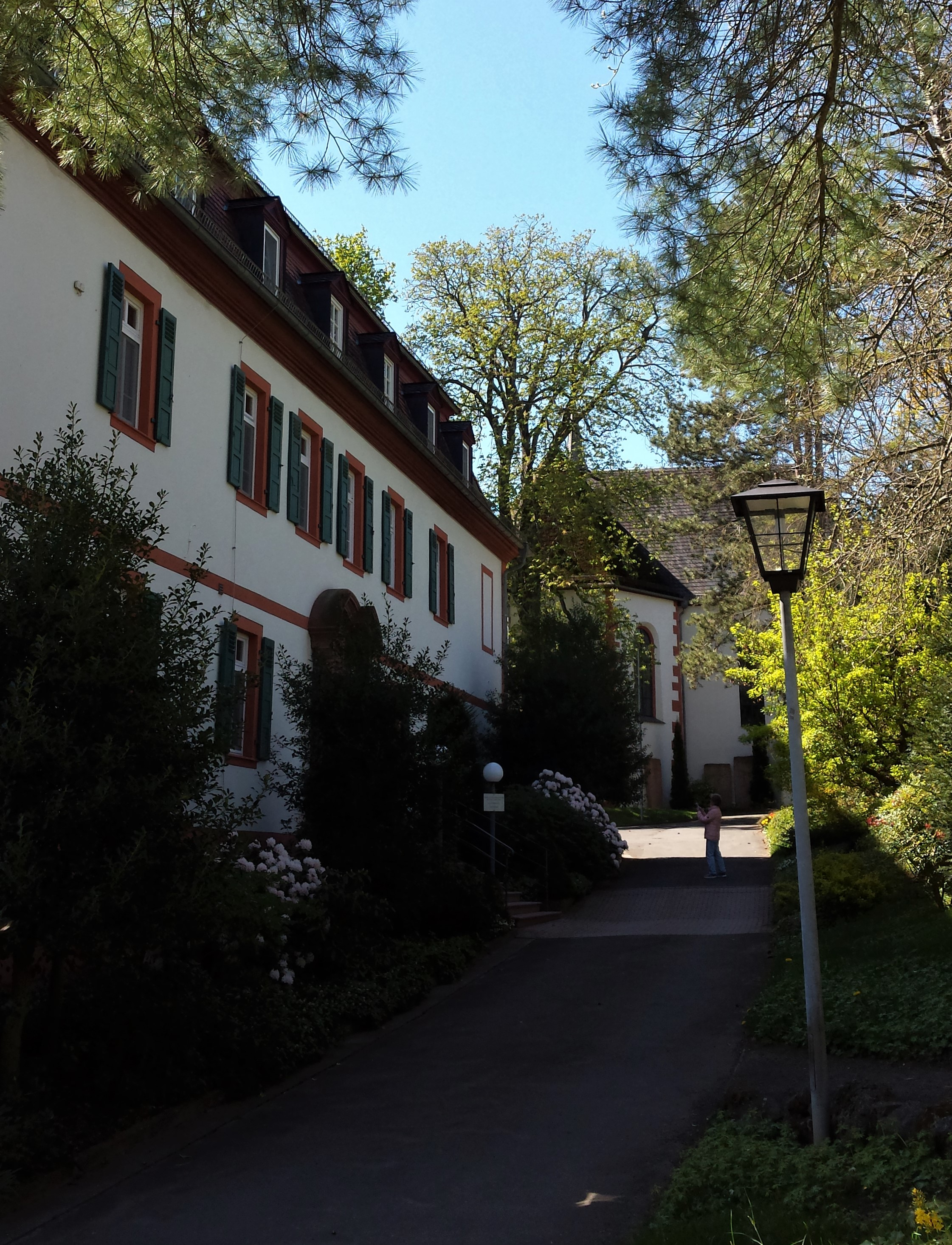
Gästehaus (links) und Klosterkirche (Mitte) des Klosters Engelthal

Kloster Engelthal (lat. Abbatia B.M.V. in Valle Angelorum) ist eine Benediktinerinnen-Abtei der Beuroner Kongregation in der Gemeinde Altenstadt in der Wetterau. Es war von 1268 bis zur Säkularisation 1803 eine Zisterzienserinnenabtei und Niederadelsstift.

## Geschichte

### Zisterzienserinnen
1268 stifteten die Ritter von Büches und der Friedberger Burggraf Rupert von Carben das Kloster und übergaben es dem Zisterzienserinnen-Orden. Der Stifter Konrad von Büches lebte bis zu seinem Tod 1294 im Kloster, seine Grabplatte ist erhalten. Kloster Engelthal unterstand bis zur Aufhebung 1803 der Zisterzienser-Abtei Arnsburg bei Lich.
Im Dreißigjährigen Krieg wurde das Kloster völlig zerstört, die Schwestern des Klosters flohen 1622 nach Aschaffenburg.
Von 1666 bis 1750 wurde das Kloster im Stil des Spätbarock auf den Ruinen der alten Klosteranlage wiederaufgebaut. Mit Kirche, Konvent- und Wirtschaftsgebäuden und mit einem repräsentativen Äbtissinnenbau erhielt das Kloster im Wesentlichen seine heutige Gestalt.

### Säkularisation
1803 wurde Kloster Engelthal durch den Reichsdeputationshauptschluss säkularisiert, die 24 Nonnen wurden zu ihren Familien zurückgeschickt, die letzte Äbtissin starb 1823 in Frankfurt. Die Abtei wurde dem Haus Leiningen-Westerburg-Neuleiningen als Entschädigung für den Verlust von Territorien auf dem Linken Rheinufer übereignet. Diese verkauften die Neuwerwerbung allerdings kurz darauf an den Grafen von Solms-Wildenfels.
Aus den Wirtschaftsgebäuden wurde in der Folgezeit ein landwirtschaftliches Hofgut. Klause und Konventgebäude wurden teilweise abgerissen. Die Kirche, die bereits vorher als römisch-katholische Pfarrkirche diente, blieb erhalten.
Aber auch die Territorien der Grafen von Solms wurden bereits 1806 mit der Rheinbundakte mediatisiert, als das Großherzogtum Hessen dem Rheinbund beitrat und dabei auch die Souveränität über Engelthal erhielt. Dieses gliederte das Gebiet in das Fürstentum Oberhessen (ab 1816: „Provinz Oberhessen“) und das Amt Altenstadt ein. Das geschah aber mit der Einschränkung, dass die Grafen von Solms nun als Standesherren und auch in ihren angestammten hoheitlichen Rechten in Verwaltung und Rechtsprechung geschützt waren. Die Grafen von Solms führten diese territoriale Kleinst-Einheit als „Amt Engelthal“.
In der Verwaltungsreform von 1821 löste der Staat alle Ämter auf und trennte auch auf unterer Ebene Rechtsprechung und Verwaltung. Für die bisher durch die Ämter wahrgenommenen Verwaltungsaufgaben wurden Landratsbezirke geschaffen, für die erstinstanzliche Rechtsprechung Landgerichte. Die Verwaltungsaufgaben des ehemaligen Amtes Engelthal wurden teilweise auf den Landratsbezirk Vilbel übertragen, teilweise blieben sie der Standesherrschaft vorbehalten. Die Rechtsprechung blieb zunächst weiter in den Händen der Standesherrschaft.
1836 wurde die Anlage an den Grafen von Solms-Laubach verkauft, 1917 an die Freiherren Heyl zu Herrnsheim und 1948 an eine Siedlungsgesellschaft.

### Benediktinerinnen
Das Bistum Mainz erwarb 1952 den Klausurbezirk. 1962 wurden die Klostergebäude von Benediktinerinnen der Abtei Herstelle neu besiedelt. Bereits 1965 konnte das der Beuroner Benediktinerkongregation angehörende Kloster zur Abtei erhoben werden.
Neben der Aufnahme und Betreuung von Gästen ist eine Restaurierungswerkstatt für kirchliche Kunst ein wichtiges Arbeitsfeld der Schwestern.
Im April 2010 wurde das Kloster durch einen großen Neubau ergänzt, an dem seit 2008 gearbeitet wurde. Dieser Neubau setzt wichtige Aspekte einer ökologischen Neugestaltung der Energieversorgung um, wobei eine Erdwärme-Heizung die Hauptrolle spielt. Er ersetzte den westlichen und südlichen Kreuzgangflügel sowie den kleinen Anbau im Westen der Kirche, die wegen Baufälligkeit abgetragen werden mussten.
Äbtissinnen
- Diethild Eickhoff (*  5. Mai 1911; † 23. September 2010), 1965 bis 1986[7]
- Gabriel Cosack (*  13. November 1932; † 10. Juni 2018), 1989 bis 2002[8][9]
- Elisabeth Kralemann (* 9. Juni 1949 in Bielefeld), seit 2003[10]